# Witold Wojtkiewicz

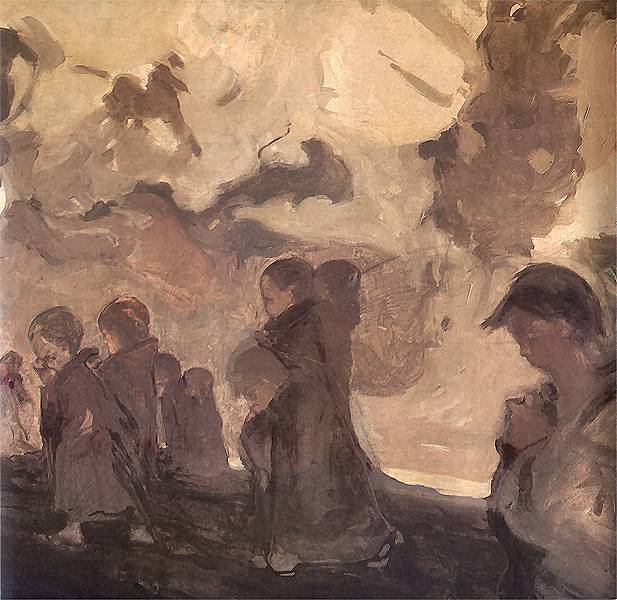
Kreuzzug der Kinder, 1905

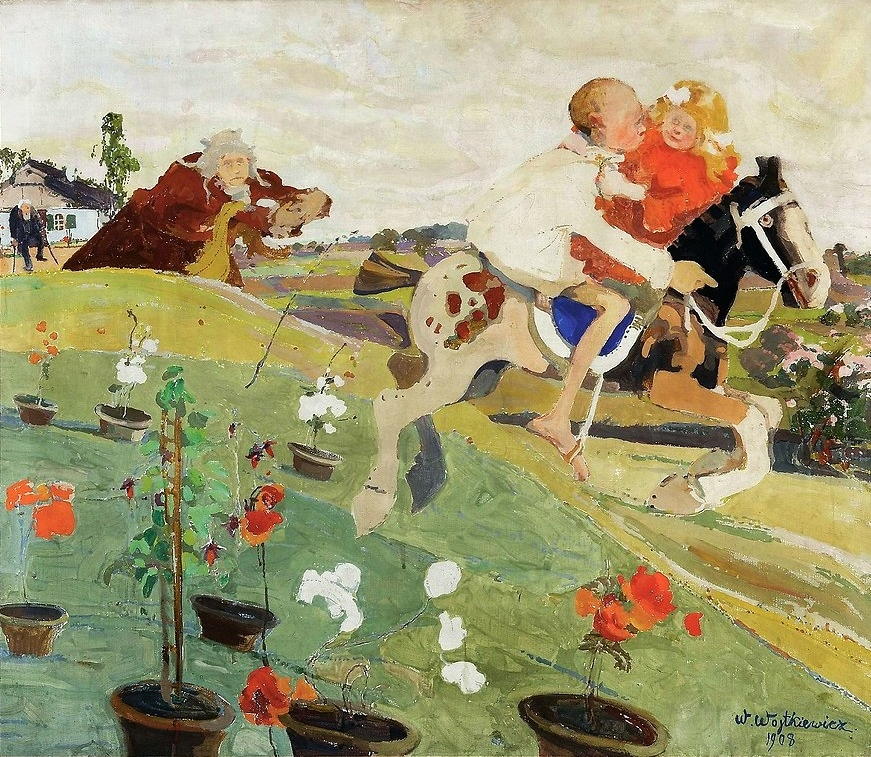
Entführung der Prinzessin, 1908

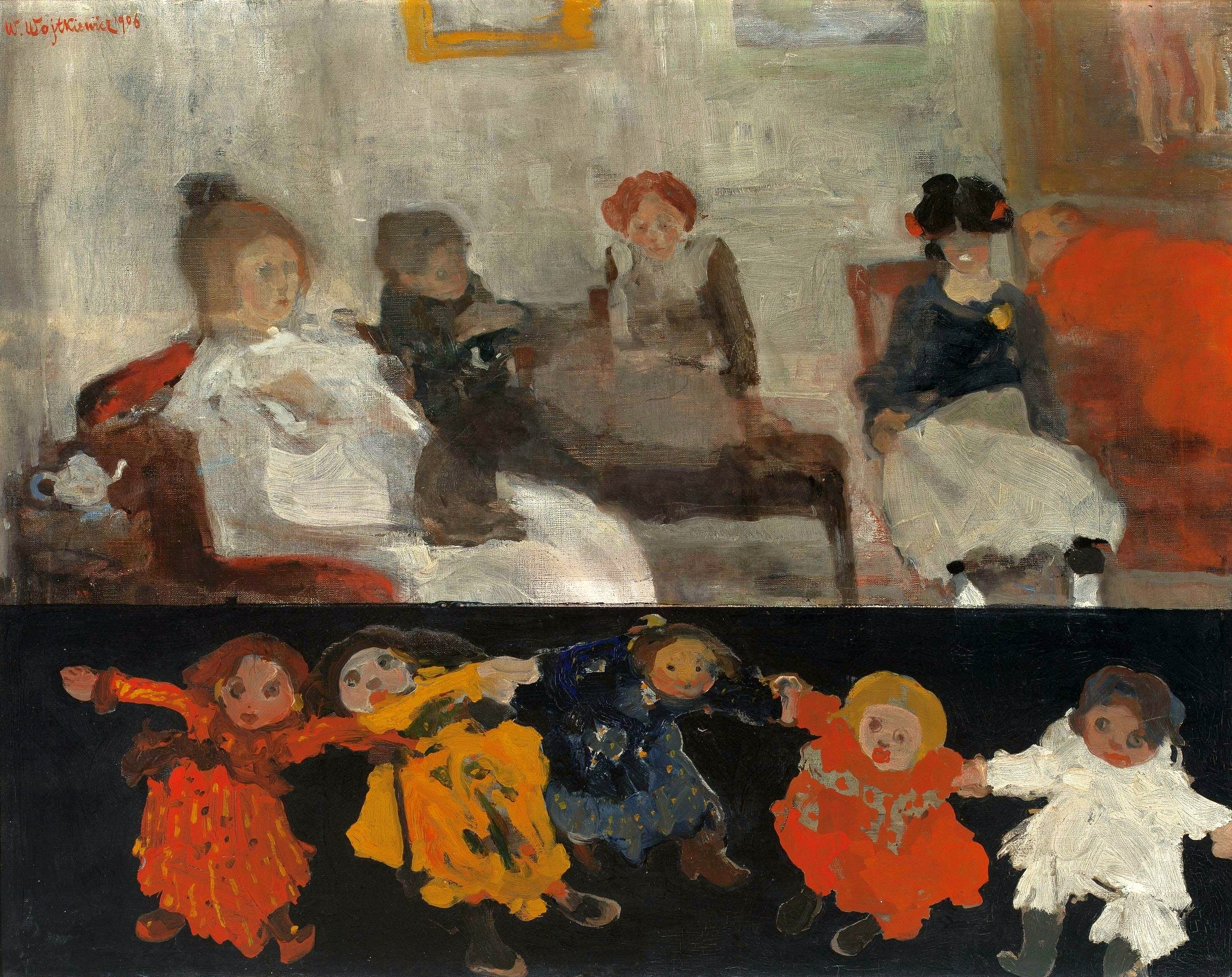
Puppen, 1908

Witold Wojtkiewicz (* 29. Dezember 1879 in Warschau; † 14. Juni 1909 ebenda) war ein polnischer Maler, Zeichner und Grafiker. Seine Werke zeigen Merkmale des Jugendstils, des Symbolismus und Expressionismus. 

## Leben und Wirken
Sein Vater, Kassierer an der Warschauer Handelsbank, missbilligte das künstlerische Interesse des Sohnes, seine Mutter war mit der Betreuung von elf Kindern beschäftigt. Trotzdem studierte Wojtkiewicz an der Warschauer Zeichenschule und 1903–1904 an der Krakauer Kunstakademie bei Leon Wyczółkowski. Vorher begann er 1902 das Studium an der Petersburger Kunstakademie, aber unterbrach es nach acht Tagen. 1905 schloss sich Wojtkiewicz der Künstlergruppe an, der auch Leopold Gottlieb und Vlastimil Hofman angehörten.
Er war mit Tadeusz Boy-Żeleński befreundet und wirkte in dem von ihm gegründeten Krakauer Kabarett „Der grüne Luftballon“ (Zielony Balonik) mit. Er schrieb satirische Texte für die Wochenschrift „Kolce“ (Die Dorne). Wojtkiewicz beschäftigte sich auch mit der Buchgrafik. Seine Werke zeigten einen individuellen Charakter, mit einer verschnörkelten, kapriziösen Linienführung. Seine in Berlin ausgestellten Werke wurden von Maurice Denis und André Gide hoch bewertet. Gide veranstaltete für Wojtkiewicz eine Einzelausstellung in der Pariser Galerie Druet.
Im Juni 1909 Witold Wojtkiewicz im Alter von nur 29 Jahren infolge einer angeborenen, unheilbaren Herzkrankheit.

## Bibliografie
- Wiesław Juszczak, Wojtkiewicz i nowa sztuka, wyd. II, Kraków: Universitas, 2000.
- Witold Wojtkiewicz, Katalog wystawy, Kraków: Muzeum Narodowe, 1989.
- Rosales Rodríguez, Agnieszka: Gelächter, Grauen und Melancholie. Das malerische Werk von Witold Wojtkiewicz, in: Stille Rebellen : Polnischer Symbolismus um 1900. Ausst.Kat. München 2022, S. 231-262.